# Портокарреро, Рене
Рене́ Портокарре́ро (исп. René Portocarrero, 24 февраля 1912, Гавана — 27 апреля 1985, там же) — кубинский художник.

## Биография
Посещал Национальную академию изящных искусств, но сформировался самоучкой. Первая выставка его работ состоялась в Гаване в 1934. Был близок к Лесама Лиме (Лесама посвятил ему несколько стихотворений и эссе), кругу журнала Orígenes. В 1944 экспозиция его работ была представлена в США. Занимался керамикой, стенописью, преподавал. Среди его учителей был Николас Гильен Ландриан. Дружил и сотрудничал с Вифредо Ламом, Амелией Пелаэс, работал по заказам ЮНЕСКО. Выступал также как скульптор и сценограф.
Участник биеннале в Сан-Паулу (1957, 1963), Венецианской биеннале (1952, 1966).

## Творчество
В живописи Портокарреро сильны афрокубинские мотивы, влияние сюрреализма. Его сближают с латиноамериканским необарокко.

## Признание и наследие
Национальная художественная премия (1951). Кубинский Орден Феликса Варелы (1981). Орден Ацтекского орла Республики Мексика (1982), награды Польши, Болгарии.
Живопись Портокарреро, помимо Кубы, представлена в музеях США, Канады, Франции, Аргентины, Уругвая, Бразилии, Перу, Венесуэлы.